# Mia moglie per finta
Mia moglie per finta (Just Go with It) è un film del 2011 diretto da Dennis Dugan.

## Trama
Nel 1988, Danny Maccabee, un ragazzo di 22 anni, lascia il suo matrimonio poco prima dell'inizio della cerimonia, dopo aver scoperto che la sua fidanzata lo tradisce e che voleva sposarlo solo perché sarebbe diventato un cardiologo; va a bere in un bar, dove incontra una donna che nota la fede nuziale di Danny e gli chiede di sua moglie, lui le spiega come l'abbia lasciato di recente per un altro, e la donna del bar finisce per andare a letto con lui. Questo scenario si ripete anche negli anni successivi, e la tecnica dell'uso della fede farà fare continuamente centro a Danny.
Ventitré anni dopo, Danny è un chirurgo plastico di successo a Los Angeles che inventa storie di matrimoni infelici per sedurre donne e per evitare impegni romantici. L'unica a conoscenza dei suoi piani è la sua assistente e migliore amica Katherine Murphy, una madre divorziata con due figli. Ad una festa, Danny incontra Palmer, una giovane insegnante di matematica, senza la fede nuziale addosso, e passano la notte insieme. La mattina dopo, Palmer trova l'anello presumendo che Danny sia sposato e si rifiuta di continuare ad uscire con lui perché i suoi genitori hanno divorziato a causa di un adulterio.
Invece di dirle la verità, Danny le dice che sta divorziando da una donna di nome Devlin perché lei lo ha tradito con un uomo di nome "Dolph Lundgren". Quando Palmer insiste per incontrare Devlin, Danny chiede a Katherine di fingere di essere "Devlin". Katherine si incontra quindi con Danny e Palmer e dà loro la sua benedizione. Tuttavia, dopo aver sentito Katherine parlare al telefono con i suoi figli, Palmer crede che siano anche di Danny. Danny poi incontra i figli di Katherine, Maggie e Michael, per convincerli a stare al gioco e dà loro rispettivamente gli pseudonimi di "Kiki Dee" e "Bart". Quando Palmer incontra i bambini Micheal ricatta Danny davanti a Palmer per portarli tutti alle Hawaii.
All'aeroporto, si presenta il cugino di Danny, Eddie, che finge di essere Dolph Lundgren adottando un travestimento e un accento austriaco, e per non farsi scoprire da Palmer, Danny e Katherine sono costretti a portarlo con loro.
In albergo alle Hawaii, Danny dice a Eddie che sta pensando di chiedere a Palmer di sposarlo. Katherine e Danny si imbattono anche in Devlin Adams e suo marito Ian Maxtone-Jones. A causa della rivalità di lunga data tra Katherine e Devlin, Katherine presenta Danny come suo marito piuttosto che ammettere di essere una madre single.
Katherine incontra di nuovo Devlin, che invita lei e Danny a cena. Eddie accetta di portare Palmer fuori a cena in modo che Danny possa andare con Katherine. Dal momento che ha finto di essere un venditore di pecore, la sua copertura per poco non salta quando è costretto a salvare la vita di una pecora che si stava soffocando con un giocattolo. A cena, Devlin chiede a Danny e Katherine di raccontarsi ciò che ammirano di più l'uno dell'altra e, mentre Danny e Katherine parlano, iniziano a sentire una connessione. Più tardi, quando Palmer ed Eddie tornano in albergo, la prima chiede a Danny di sposarla. Eddie infatti, ubriaco, le aveva parlato dell’intenzione dell’uomo di volerla sposare. Danny e Katherine sono entrambi sorpresi dalla proposta, ma Danny accetta. Danny in seguito chiama Katherine, ma lei afferma di voler accettare un lavoro a New York per poter ricominciare la sua vita.
Il giorno successivo, Palmer chiede a Katherine se Danny sia ancora innamorato di lei, fatto che Katherine nega.
Katherine poi incontra Devlin in un bar e ammette di non essere mai stata sposata con Danny. Devlin confessa che sta divorziando da suo marito perché lui è omosessuale e anche che non ha inventato l'iPod, ma ha fatto i suoi soldi facendo causa ai Los Angeles Dodgers dopo essere stato colpito da una palla. Katherine confida a Devlin di essere innamorata di Danny, ma poi Danny si presenta dietro di lei, dicendo che non si è sposato con Palmer perché è innamorato di lei. Nel frattempo, durante il viaggio di ritorno Palmer incontra un tennista professionista che condivide i suoi interessi. Qualche tempo dopo, Danny e Katherine si sposano.

## Produzione
La trama è ispirata al film bollywoodiano del 2003 Maine Pyaar Kyun Kiya?, a sua volta basato sulla pellicola di Gene Saks del 1969 Fiore di cactus (Cactus Flower) con Walter Matthau ed Ingrid Bergman trasposizione cinematografica di un successo teatrale a sua volta ispirato ad una commedia francese.
Prodotto dalla Happy Madison Productions, casa di produzione di Adam Sandler, il film originariamente era stato intitolato Holiday in Hawaii, prima di assumere il titolo di lavorazione Pretend Wife, successivamente cambiato nell'attuale Just Go with It. Ad Adam Sandler, già interprete del protagonista Danny Maccabee, nel mese di gennaio 2010 si è unita al cast Jennifer Aniston, per interpretare la finta moglie di Danny Katherine Murphy. A fine febbraio è stata ingaggiata Brooklyn Decker, per il ruolo della ragazza innamorata di Danny, ed è stato reso noto che anche Nicole Kidman avrebbe avuto un ruolo nel film, interpretando il personaggio di Devlin Adams. Hanno preso parte al film anche Dave Matthews, la giovanissima Bailee Madison, e in un cameo appaiono anche Kevin Nealon, Andy Roddick e Heidi Montag, quest'ultima al suo debutto nel mondo del cinema.
Le riprese si sono svolte tra i mesi di marzo e maggio 2010, prevalentemente nella città di Los Angeles e sulle isole hawaiiane di Kauai e Maui. Il budget complessivo stimato è stato di circa 80 milioni di dollari.
Il ragazzo che Palmer (Brooklyn Decker) incontra in aereo al ritorno dalle Hawaii è in realtà il vero marito dell'attrice, l'ex tennista statunitense Andy Roddick.

## Distribuzione
Il primo trailer ufficiale è stato diffuso nelle sale cinematografiche statunitensi dal 4 novembre 2010. Il film è stato distribuito negli Stati Uniti dall'11 febbraio 2011 a cura della Columbia Pictures, mentre nel resto del mondo è uscito tra i mesi di febbraio e aprile 2011. In Italia è uscito il 1º aprile 2011.

## Accoglienza

### Incassi
Al weekend d'esordio nelle sale statunitensi il film ha incassato circa 30 milioni di dollari. Complessivamente Mia moglie per finta ha incassato oltre 100 milioni di dollari negli USA e circa 215 milioni di dollari in tutto il mondo.

### Critica
Il San Francisco Chronicle ha definito la pellicola come una commedia romantica molto divertente, con la sceneggiatura impostata come una farsa, ma il cui cuore romantico esprime un qualcosa di intenso e insolito. Il quotidiano californiano ha apprezzato la chimica tra Adam Sandler e Jennifer Aniston, e ha giudicato genuina l'interpretazione di Brooklyn Decker. USA Today ha giudicato il film «sorprendentemente allegro e divertente», anche se nel complesso risulta una commedia tradizionale che rende gran parte della trama prevedibile, cosa che però non deve rappresentare per forza un lato negativo. Il New York Times l'ha paragonato al film del 1969 Fiore di cactus, anch'esso basato sulla stessa opera teatrale, facendo notare come il rifacimento attuale sia di un livello di molto inferiore, anche se è molto meglio di altri film di Jennifer Aniston. Filmcritic.com ha espresso un giudizio mediamente positivo, apprezzando il debutto cinematografico di Brooklyn Decker e definendo Jennifer Aniston, utilizzando un termine sportivo, come l'MVP del film. Roger Ebert del Chicago Sun-Times ha invece espresso un giudizio negativo, giudicandolo poco divertente, e facendo notare come il personaggio interpretato da Nicole Kidman sia costruito intorno alla figura di Bo Derek.

## Riconoscimenti
- 2011 - MTV Movie Awards
  - Nomination Miglior performance comica ad Adam Sandler
  - Nomination Miglior performance femminile a Jennifer Aniston
- 2011 - Razzie Awards[19]
  - Peggior regista per Dennis Dugan
  - Peggior attore protagonista ad Adam Sandler
  - Nomination Peggior attore non protagonista a Nick Swardson
  - Nomination Peggior attrice non protagonista a Nicole Kidman
  - Nomination Peggior coppia a Adam Sandler e, a scelta, tra Jennifer Aniston o Brooklyn Decker
- 2011 - Teen Choice Awards
  - Miglior rivelazione femminile a Brooklyn Decker
  - Miglior chimica ad Adam Sandler e Jennifer Aniston
  - Nomination Miglior commedia romantica
  - Nomination Miglior attore in una commedia romantica ad Adam Sandler
  - Nomination Miglior attrice in una commedia romantica a Jennifer Aniston
- 2012 - Young Artist Awards
  - Nomination Miglior attore giovane non protagonista a Griffin Gluck
  - Nomination Miglior attrice giovane non protagonista a Bailee Madison
- 2012 - ASCAP Award
  - Top Box Office Films a Rupert Gregson-Williams
- 2011 - National Movie Awards
  - Nomination Performance dell'anno a Jennifer Aniston